# Legge Curie-Weiss
La legge di Curie-Weiss descrive la suscettività magnetica {\displaystyle \chi } di un ferromagnete nella regione paramagnetica sopra il punto di Curie:
{\displaystyle \chi ={\frac {C}{T-T_{C}}}},
dove {\displaystyle C} è la costante di Curie specifica del materiale, {\displaystyle T} è la temperatura assoluta e {\displaystyle T_{C}} è la temperatura di Curie, misurata anch'essa in kelvin. La legge prevede una singolarità nella suscettività a {\displaystyle T=T_{C}}. Al di sotto di questa temperatura, il ferromagnete ha una magnetizzazione spontanea.

## Breve riassunto dei concetti correlati
Il momento magnetico di un magnete è una quantità che determina il momento meccanico che esso sperimenterà in un campo magnetico esterno. Un circuito percorso da corrente elettrica, una barra magnetica, un elettrone, una molecola e un pianeta possiedono tutti momento magnetico.
La polarizzazione magnetica, o magnetizzazione, di un materiale magnetico è il campo vettoriale che esprime la densità dei momenti magnetici permanenti o indotti. I momenti magnetici possono provenire da microscopiche correnti elettriche causate dal moto degli elettroni nei singoli atomi, o dallo spin degli elettroni o dei nuclei. La magnetizzazione netta si ha dalla risposta di un materiale a un campo magnetico esterno, insieme a qualsiasi momento magnetico che può essere presente anche in assenza del campo magnetico esterno, ad esempio come nel ferro sufficientemente freddo. Quest'ultimo è chiamato magnetizzazione spontanea. Altri materiali che condividono questa proprietà con il ferro, come il nichel e la magnetite, sono chiamati ferromagneti. La temperatura di soglia al di sotto della quale un materiale è ferromagnetico è chiamata temperatura di Curie dipende dal materiale considerato.

## Limitazioni
In molti materiali, la legge di Curie-Weiss non riesce a descrivere la suscettività magnetica nelle immediate vicinanze del punto di Curie, poiché si basa su un'approssimazione di campo medio. Esiste invece un comportamento critico della forma:
{\displaystyle \chi \propto {\frac {1}{(T-T_{C})^{\gamma }}}}
dove {\displaystyle \gamma } prende il nome di esponente critico. Tuttavia, a temperature {\displaystyle T\gg T_{C}} l'espressione della legge di Curie-Weiss è ancora vera, ma con {\displaystyle T_{C}} sostituita da una temperatura {\displaystyle \Theta } leggermente superiore alla temperatura di Curie effettiva. Alcuni autori chiamano {\displaystyle \Theta } costante di Weiss per distinguerla dalla temperatura dell'effettivo punto di Curie.

## Approcci classici alla suscettività magnetica e teorema di Bohr-van Leeuwen
Secondo il teorema di Bohr-Van Leeuwen, quando la meccanica statistica e la meccanica classica sono applicate coerentemente, la media termica della magnetizzazione è sempre zero; la verità è che il magnetismo non può essere spiegato senza la meccanica quantistica. Tuttavia, si elencano di seguito alcuni approcci classici.
Il momento magnetico di un atomo libero è dovuto al momento angolare orbitale e allo spin dei suoi elettroni e del suo nucleo. Quando gli atomi sono tali che le loro shell sono completamente piene, non hanno alcun momento di dipolo magnetico netto in assenza di un campo magnetico esterno. Quando presente, tale campo distorce le traiettorie (concetto classico) degli elettroni in modo che il campo applicato possa avere verso opposto come previsto dalla legge di Lenz. In altre parole, il dipolo magnetico netto indotto dal campo esterno è nella direzione opposta, e tali materiali sono respinti da esso. Questi materiali vengono chiamati diamagnetici.
A volte un atomo ha un momento di dipolo magnetico netto anche in assenza di un campo magnetico esterno. I contributi dei singoli elettroni e del nucleo al momento angolare totale non si annullano a vicenda. Questo accade quando le shell degli atomi non sono completamente riempite (regole di Hund). Tuttavia, un insieme di tali atomi potrebbe non avere alcun momento magnetico netto poiché questi dipoli non sono allineati. Un campo magnetico esterno può servire ad allinearli in una certa misura e sviluppare un momento magnetico netto per unità di volume. Tale allineamento dipende dalla temperatura, poiché l'agitazione termica agisce disallineando i dipoli. Tali materiali sono chiamati paramagnetici.
In alcuni materiali, gli atomi (con momenti di dipolo magnetico netto) possono interagire tra loro per allinearsi anche in assenza di qualsiasi campo magnetico esterno quando l'agitazione termica è sufficientemente bassa. L'allineamento può essere parallelo (il materiale sarà chiamato ferromagnetico) o antiparallelo. In quest'ultimo caso, i momenti di dipolo possono o meno annullarsi a vicenda; nella prima ipotesi si parla di antiferromagnetismo, nel secondo di ferrimagnetismo.

## Approccio alla suscettività magnetica mediante matrice di densità
Si consideri la situazione in cui ogni atomo può essere approssimato come un sistema a due stati; l'energia termica è così bassa che l'atomo è allo stato fondamentale. In questo stato fondamentale, si presume che l'atomo non abbia momento angolare orbitale netto, ma solo un elettrone spaiato per dargli uno spin. In presenza di un campo magnetico esterno, lo stato fondamentale si dividerà in due stati aventi una differenza di energia proporzionale al campo applicato. Lo spin dell'elettrone spaiato è parallelo al campo nello stato energetico superiore e antiparallelo in quello inferiore.
Una matrice di densità {\displaystyle \rho } è una matrice che descrive un sistema quantistico in uno stato misto, ossia un insieme statistico di diversi stati quantistici (in questo caso, diversi atomi simili a 2 stati). Questo dovrebbe essere contrastato con un singolo vettore di stato che descrive un sistema quantistico allo stato puro. Il valore atteso di una misura ({\displaystyle A}) sull'insieme è:
{\displaystyle \langle {A}\rangle =\mathrm {Tr} (A\rho )}.
In termini di un insieme completo di stati {\displaystyle |i\rangle } si può scrivere che:
{\displaystyle \rho =\sum _{ij}\rho _{ij}|i\rangle \langle j|}
L'equazione di von Neumann esprime come la matrice densità si evolve nel tempo.
{\displaystyle i\hbar {\frac {d}{dt}}\rho (t)=\left[H,\rho (t)\right]}
All'equilibrio, si ha {\displaystyle \left[H,\rho \right]=0}, e le matrici di densità permesse sono {\displaystyle f(H)}.
L'insieme canonico ha:
{\displaystyle \rho =e^{(-H/T)/Z}},
dove {\displaystyle Z=\mathrm {Tr} \left(e^{-H/T}\right)}
Per il sistema a 2 stati, è possibile scrivere:
{\displaystyle H=-\gamma \hbar B\sigma _{3}}, dove {\displaystyle \gamma } è il rapporto giromagnetico.
Quindi {\displaystyle Z=2\cosh \left({\frac {\gamma \hbar B}{2T}}\right)} e
{\displaystyle \rho (B,T)={\frac {1}{2\cosh \left({\frac {\gamma \hbar B}{2T}}\right)}}{\begin{pmatrix}e^{-\gamma \hbar B/(2T)}&0\\0&e^{\gamma \hbar B/(2T)}\end{pmatrix}}.}
Da cui
{\displaystyle \langle J_{x}\rangle =\langle J_{y}\rangle =0,\langle J_{z}\rangle =-{\frac {\hbar }{2}}\tanh \left({\frac {\gamma \hbar B}{2T}}\right).}

## Spiegazione di para e diamagnetismo utilizzando la teoria delle perturbazioni
In presenza di un campo magnetico esterno uniforme di intensità {\displaystyle B} lungo la direzione {\displaystyle z}, l'hamiltoniana dell'atomo cambia di una quantità {\displaystyle \Delta H} data da:
{\displaystyle \Delta H=\alpha J_{z}B+\beta B^{2}\sum _{i}(x_{i}^{2}+y_{i}^{2}),}
dove {\displaystyle \alpha } e {\displaystyle \beta } sono numeri reali positivi, e che sono indipendenti da quale atomo si sta osservando, ma dipendono dalla massa e dalla carica dell'elettrone; l'indice {\displaystyle i} corrisponde ai singoli elettroni dell'atomo.
A questa situazione si applica la teoria delle perturbazioni del secondo ordine. Ciò è giustificato dal fatto che anche per le più alte intensità di campo attualmente raggiungibili, gli spostamenti nel livello di energia dovuti a {\displaystyle \Delta H} sono piuttosto piccoli rispetto alle energie di eccitazione atomica. La degenerazione dell'hamiltoniana originale viene gestita scegliendo una base che diagonalizza {\displaystyle \Delta H} nei sottospazi degeneri. Sia {\displaystyle |n\rangle } una tale base per lo stato dell'atomo (o meglio: per gli elettroni nell'atomo). Sia {\displaystyle \Delta E_{n}} la variazione di energia in {\displaystyle |n\rangle }. Si ottiene:
{\displaystyle \Delta E_{n}=\langle n|\Delta H|n\rangle +\sum _{m,E_{m}\neq E_{n}}{\frac {|\langle n|\Delta H|m\rangle |^{2}}{E_{n}-E_{m}}}.}
Nel caso in analisi è possibile ignorare {\displaystyle B^{3}} e i termini di ordine superiore. Si ha che:
{\displaystyle \Delta E_{n}=\alpha B\langle n|J_{z}|n\rangle +\alpha ^{2}B^{2}\sum _{m,E_{m}\neq E_{n}}{\frac {|\langle n|J_{z}|m\rangle |^{2}}{E_{n}-E_{m}}}+\beta B^{2}\sum _{i}\langle n|x_{i}^{2}+y_{i}^{2}|n\rangle .}
Nel caso di materiale diamagnetico, i primi due termini sono assenti in quanto non hanno momento angolare nello stato fondamentale. In caso di materiale paramagnetico concorrono tutti e tre i termini.

## Aggiunta dell'interazione spin-spin nell'hamiltoniana: modello di Ising
Finora si è ipotizzato che gli atomi non interagiscono tra loro. Anche se questa è un'ipotesi ragionevole nel caso di sostanze diamagnetiche e paramagnetiche, essa fallisce nel caso del ferromagnetismo, dove gli spin dell'atomo cercano di allinearsi tra loro nella misura consentita dall'agitazione termica. In questo caso, è necessario considerare l'hamiltoniana dell'insieme dell'atomo. Tale hamiltoniana conterrà tutti i termini sopra descritti per i singoli atomi e i termini corrispondenti all'interazione tra le coppie. Il modello di Ising è una delle approssimazioni più semplici di tale interazione a coppie.
{\displaystyle H_{\mathrm {pairs} }=-{\frac {1}{2}}\sum _{R,R'}S(R)\cdot S(R')J(R-R')}
Qui i due atomi di una coppia sono in {\displaystyle (R,R')}. La loro interazione {\displaystyle J} è determinata dal loro vettore distanza {\displaystyle R-R'}. Per semplificare il calcolo, si presume spesso che l'interazione avvenga solo tra atomi vicini e che {\displaystyle J} sia una costante. L'effetto di tale interazione è spesso approssimato come campo medio e, in questo, campo di Weiss.

## Modifica della legge di Curie dovuta al campo di Weiss
La legge di Curie-Weiss è una versione adattata della legge di Curie, che per un materiale paramagnetico può essere scritta in unità SI come segue, assumendo {\displaystyle \chi \ll 1}:
{\displaystyle \chi ={\frac {M}{H}}\approx {\frac {M\mu _{0}}{B}}={\frac {C}{T}}.}
Qui {\displaystyle \mu _{0}} è la permeabilità dello spazio libero; {\displaystyle M} la magnetizzazione (momento magnetico per unità di volume), {\displaystyle B=\mu _{0}H} è l'induzione magnetica e {\displaystyle C} la costante di Curie specifica del materiale:
{\displaystyle C={\frac {\mu _{0}\mu _{\rm {B}}^{2}}{3k_{\rm {B}}}}Ng^{2}J(J+1),}
dove {\displaystyle k_{B}} è la costante di Boltzmann, {\displaystyle N} il numero di atomi magnetici (o molecole) per unità di volume, {\displaystyle g} il fattore di Landé, {\displaystyle \mu _{B}} il magnetone di Bohr, {\displaystyle J} il numero quantico del momento angolare.
Per la legge di Curie-Weiss il campo magnetico totale è {\displaystyle B+\lambda M}, dove {\displaystyle \lambda } è la costante del campo molecolare di Weiss e quindi:
{\displaystyle \chi ={\frac {M\mu _{0}}{B}}\to {\frac {M\mu _{0}}{B+\lambda M}}={\frac {C}{T}}},
che può essere riorganizzato per ottenere:
{\displaystyle \chi ={\frac {C}{T-{\frac {C\lambda }{\mu _{0}}}}}}
che è la legge di Curie-Weiss
{\displaystyle \chi ={\frac {C}{T-T_{C}}}}
dove la temperatura di Curie ({\displaystyle T_{C}}) è:
{\displaystyle T_{C}={\frac {C\lambda }{\mu _{0}}}}.